# Oaxaca de Juárez
Oaxaca, ili punim imenom Oaxaca de Juárez, (zapotečki: La’a, mikstečki: Ñuu Nunduva, nahuatl: Huaxayacac) glavni je i najveći grad istoimene meksičke države Oaxaca. Nalazi se na jugu, od Meksičkog gorja Sierra Madre do obala rijeke Atoyac, na nadmorskoj visini od 1.555 metara. Broj stanovnika Oaxace, po podatcima iz 2006., iznosio je 265.006, dok je 2010. zabilježeno 258.913 stanovnika.
U gospodarstvu grad se uglavnom oslanja na turizam koji se bazira na velikom broju građevina iz kolonijalnog razdoblja, ali i pretkolumbovskim spomenicima kultura naroda Zapotec i Mixtec. Grad je, zajedno s arheološkim lokalitetom Monte Alban, upisan na UNESCO-ov popis mjesta svjetske baštine u Sjevernoj Americi 1987. godine kao „primjer španjolskog kolonijalnog urbanizma pravilne mreže ulica, gdje su izvanredne i jedinstvene građevine svojom masivnošću i načinima gradnje prilagođene području koja je sklono potresima”.
U gradu se svake godine održava cjelomjesečni kulturni festival Guelaguatza kojim se odaje počast domorodačkoj princezi Donaji koja je obezglavljena u godinama netom nakon španjolskog osvajanja Meksika. Na festivalu se održavaju oaxacanski plesovi, glazba i izbor najljepše domorodačke ljepotice.

## Povijest
U uskoj dolini Oaxaca su postojala naselja Zapoteca i Mixteca dulje od 1.500 godina prije dolaska španjolskih konkvistadora. Najvažnija njihova naselja su bila obližnji Monte Alban i Mitla. Asteci su osvojili dolinu i između 1487. i 1523. godine car Ahuitzotl dao je osnovati Huaxyacac, što znači „između drveća huaje” (lokalno drvo Leucaena leucocephala). Na ovom strateškom mjestu ispod brda Cerro (Veliko brdo) del Fortín Asteci su kontrolirali Zapotečku prijestolnicu Zaachilu i trgovački put za Tehuantepec na meksičkoj visoravni.
Kada su Španjolci pod vodstvom kapetana Francisca de Orozca i oko 400 Asteka došli do grada 1521. godine, okončali su jedan od brojnih ratova Mixteca i Zapoteca. Odmah sljedeće godine su počeli graditi katedralu i španjolsko naselje neovisno od vlasti Hernána Cortésa koji se smjestio u Tenochtitlanu. Cortes, koji je želio cijelo ovo područje za sebe, poslao je Pedra de Alvarada da protjera doseljenike, no oni su se obratili izravno španjolskom dvoru koji im je odobrio naselje 1526. godine. Cortes ih je pokušao još jednom protjerati, ali su oni 1529. godine dobili zaštitu novog meksičkog potkralja Nuña de Guzmána, te su po njegovom rodnom gradu Antequeri, novo naselje nazvali Nueva Antequera. Tada je nastao pravilni plan ulica arhitekta Juana Peláeza de Berrioa. Nadimak la Verde Antequera („Zelena Antequera”) dobio je po činjenici da su brojne zgrade izgrađene od lokalnog zelenkastog kamena.
Karlo V., car Svetog Rimskog Carstva, dodijelio je naselju titulu grada 1532. godine kako bi se osamostalili od Cortesovog pritiska koji je posjedovao gotovo sva okolna naselja. Ime grada je hispanizirano u Guajaca, te naposljetku u Oaxaca. Imenu grada je 1872. dodato „de Juárez“ u čast meksičkog predsjednika Benita Juáreza, koji je u tom gradu počeo svoju političku karijeru. 
Od 1696. do 30. rujna 1999. godine, Oaxacu je potreslo dvadesetak potresa jačih od 7 stupnjeva po Richterovoj ljestvici.
God. 1821., nakon osamostaljenja Meksika, grad Oaxaca je postao sjedište istoimene pokrajine, a 1872. godine je imenu dodano i "de Juárez", u čast Benita Juáreza koji je ovdje započeo svoju političku karijeru.
Grad je 2006. goidne bio mjestom petomjesečnih protesta koji su započeli kao „nastavnički štrajk” u svibnju, a prerastao je u općedruštvene nerede u kojima je između ostalih ubijen i novinar-amater Brad Will. Naposljetku su 10.000 pripadnika federalne policije i vojske ugušili nerede 27. listopada 2006. godine, ali je osnovan pokret „Pučki savjet stanovnika Oaxace” (Asamblea Popular de los Pueblos de Oaxaca ili APPO) koji su svojim djelovanjem doveli do nezadovoljstva naroda koji je na izborima 2010. godine smijenio guvernera Ulisesa Ruiza Ortiza i na čelo države doveo dotadašnjeg gradonačelnika Oaxace, Gabina Cué Monteaguda.

## Znamenitosti
Moderan grad je, pošteđen evolucijom grada, nasreću sačuvao povijesno središte s ukupno 1.200 povijesnih spomenika. Grad Oaxaca sa svojim šahovskim planom izvrstan je primjer španjolskog kolonijalnog urbanizma, a čvrstoća i volumen njegovih građevina, pravih umjetničkih djela arhitekture, svjedoče kako je njegova gradnja bila prilagođena seizmičkim karakteristikama kraja<ref name=UNESCO></.
Glavni vjerski spomenici (katedrala, Santo Domingo, San Francisco, San Agustín, San Filipo Neri, Soledad, itd.), vrhunske patricijske gradske kuće (npr. Kuća Cortés), te cijela ulica u nizu s drugim stanovima čine skladu baroknu panoramu koja predstavlja primjer bivših kolonijalnih gradova čiji su spomenci ostali netaknuti. Fine arhitektonske kvalitete odlikuju i historicističke zgrade iz 19. stoljeća.
- Crkva svetog Dominika
- Katedrala Oaxace
- Stara kolonijalna ulica u središtu grada
- Kazalište Macedonio Alcalá
- Festival Guelaguetza

## Poznate osobe
- Yalitza Aparicio, glumica i ambasadorica UNESCO-a
- Porfirio Díaz, predsjednik Meksika (1877.-1880.)
- Ana Lila Downs Sánchez, latino pop pjevačica i kantautorica
- Benito Juárez, predsjednik Meksika (1858.-1872.)

## Vanjske poveznice
- Službena stranica grada
- Fotografije Oaxace  Arhivirana inačica izvorne stranice od 9. veljače 2012. (Wayback Machine)